# Kees Kwakman
Kees Kwakman (* 10. června 1983, Purmerend, Nizozemsko) je bývalý nizozemský fotbalový obránce. Mezi lety 2003 a 2018 působil v mnoha nizozemských klubech. Mimo Nizozemsko působil na klubové úrovni v Německu a Jihoafrické republice.
Jeho otcem je bývalý fotbalista Wim "Ballap" Kwakman.